# Mugin
Xiamen Mugin Tech. Ltd. — китайська приватна компанія, виробник безпілотних літальних апаратів (БПЛА). Один із лідерів ринку недорогих БПЛА, що постачаються під брендом Mugin UAV.
Фірма виробляє багатоцільові професійні безпілотні апарати як на електричній тязі, так і з двигунами внутрішнього згоряння.
Головний офіс компанії розташований у Сямені.